# بخش چرنویارسکی
بخش چرنویارسکی (به لاتین: Chernoyarsky District) یک منطقهٔ مسکونی در روسیه است که در استان آستراخان واقع شده‌است.